# معنى الحياة
معنى الحياة هو قضية فلسفية تعالج قيمة وأهمية الحياة أو الوجود بشكل عام. يمكن أيضا التعبير عنه من خلال سؤال بعدة صيغ، من قبيل "لماذا نحن هنا؟"، "ما الفائدة من الحياة؟" وماالغرض من الوجود؟"، وهو محور التكهنات الفلسفية والعلمية واللاهوتية خلال التاريخ، هناك كم كبير من الأجوبة المقترحة من قبل خلفيات حضارية وأيديولوجية مختلفة.

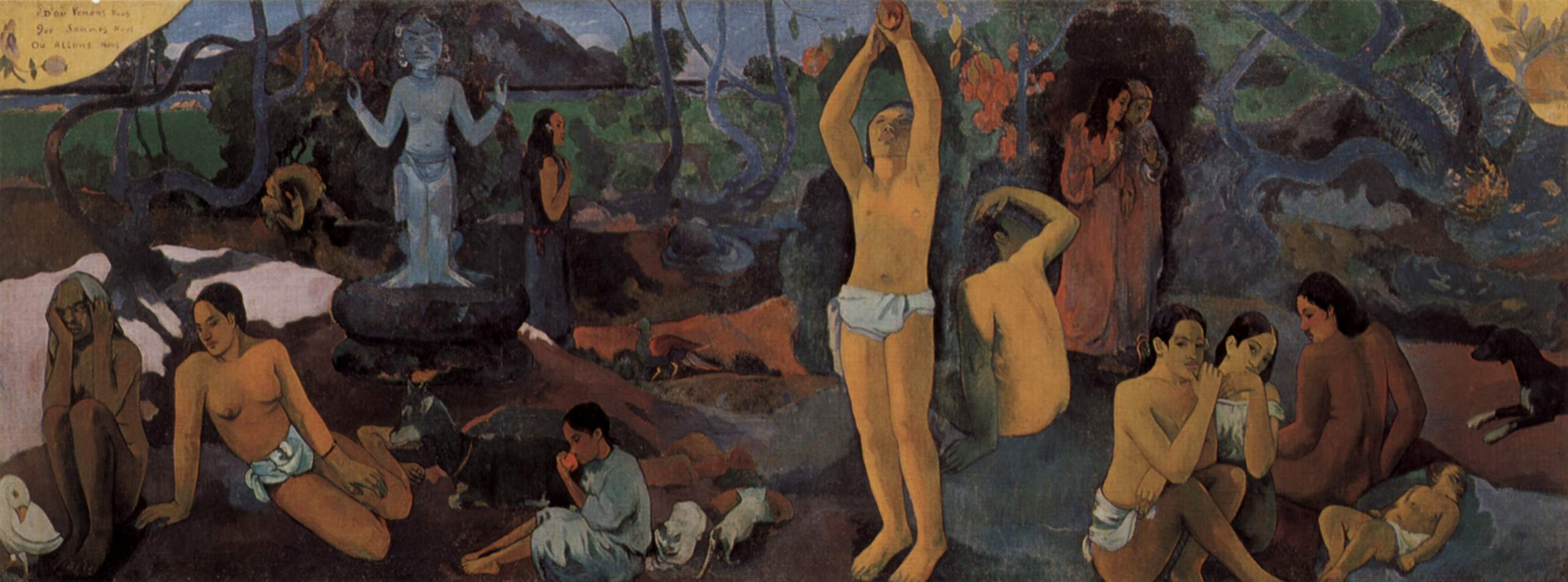
من أين نأتي؟ ما نحن؟ إلى أين نحن ذاهبون؟، إحدى اللوحات الأكثر شهرة في مرحلة ما بعد الانطباعية بول غوغان

معنى الحياة يلعب دوراً هاماً في المفاهيم الفلسفية والدينية الوجودية، والعلاقات الاجتماعية، والوعي، والسعادة، وفي العديد من القضايا الأخرى، مثل المعاني الرمزية، الأنطولوجيا، القيم، والأهداف، الأخلاق، الخير والشر، الإرادة الحرة، وجود إله واحد أو عدة آلهة، المفاهيم عن الله، الروح، الآخرة.
المساهمات العلمية تهتم بوصف الحقائق التجريبية ذات الصلة بالكون، واستكشاف سياق وكيفية الحياة. العلم أيضا يدرس ويقدم التوصيات للسعي من أجل الحفاظ على الوجود وتقديم نموذج
لفهم الأخلاق. البديل لذلك، نهج إنساني يطرح السؤال: «ما هو معنى حياتي؟» قيمة الجواب تتعلق بالغرض من الحياة وقد تتعلق مع التقييم للواقع في نهاية المطاف، أو تقييم الشعور بالفرادة، أو حتى الشعور بالقداسة.

## وجهات النظر الفلسفية الغربية
وجهات النظر الفلسفية حول معنى الحياة هي الإيديولوجيات التي تفسر الحياة من ناحية المثل العليا أو من ناحية تجريدات محددة من قبل البشر.

### فلسفة اليونان القديمة

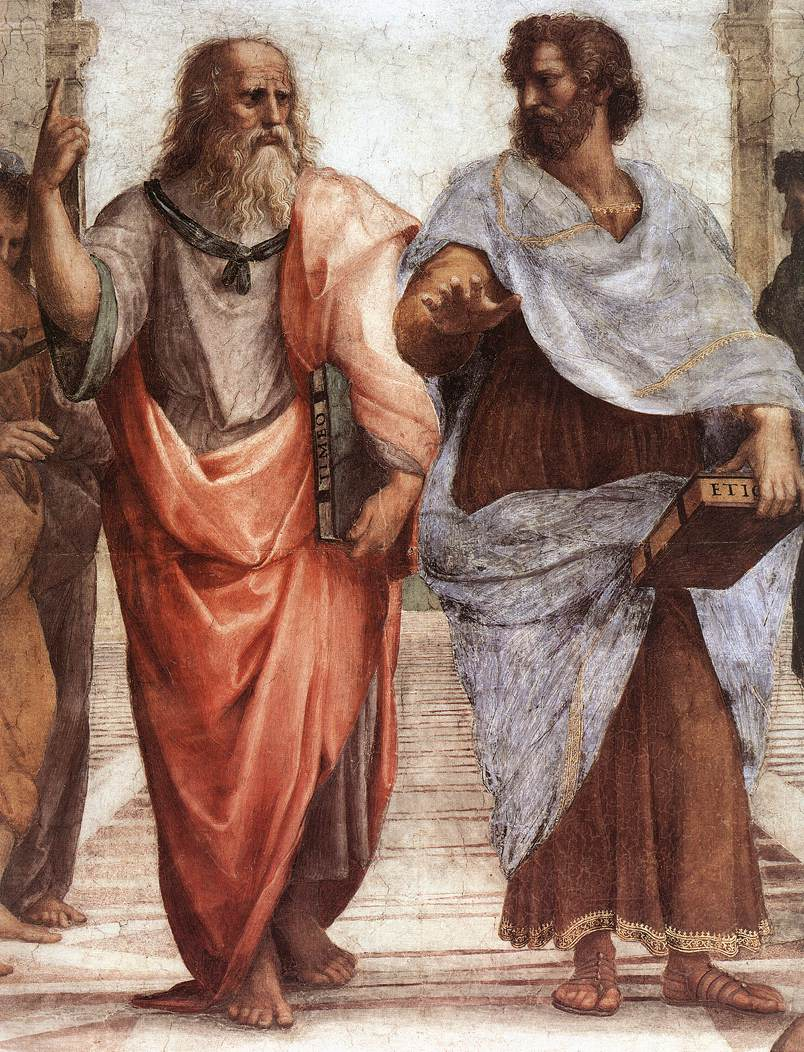
أفلاطون وأرسطو في لوحة جدارية بعنوان مدرسة أثينا، للفنان رافائيل. أفلاطون يشير نحو السماء إلى السماء، وأرسطو ومشيرا إلى العالم.

#### الإفلاطونية
أفلاطون، تلميذ سقراط، كان أوائل الفلاسفة ذات التأثير العميق. شهرته نبعت من مثاليته ونظريته التي تقترح وجود عوالم مختلفة. نظرية المثل، الخاصة به تقترح أن العوالم لاتوجد بشكل فيزيائي كالأشياء وانما بأنماط روحية. في حديث الجمهورية. شخصية سقراط تصف مثل الخير.
في الأفلاطونية، معنى الحياة هو في تحقيق أعلى شكل من أشكال المعرفة، والذي هو فكرة (نموذج) الخير، فمنه كل شيء جيد ومنه فقط الأشياء تستمد الفائدة والقيمة.

## البحث العلمي ووجهات النظر
يعتقد أعضاء المجتمع العلمي وفلسفة العلم المجتمعات أن العلم يمكن أن يوفر سياق ذي صلة، ومجموعة من المعاملات اللازمة للتعامل مع الموضوعات المتعلقة بمعنى الحياة. من وجهة نظرهم، يمكن للعلم أن يقدم مجموعة واسعة من الأفكار حول مواضيع تتراوح من علم السعادة إلى قلق الموت. العلم يمكن أن يحقق هذا من خلال عرض موضوعي لجوانب عديدة من الحياة والواقع، مثل الانفجار الكبير، أصل الحياة، والتطور وذلك خلال دراسة ما تربط العوامل الموضوعية مع التجربة الشخصية للمعنى والسعادة.

### المعنى النفسي لقيمة الحياة
الباحثون في دراسة علم النفس الإيجابي يدرسون تجريبيا العوامل التي تؤدي إلى الرضا عن الحياة، [15] كالمشاركة الكاملة في الأنشطة، [16] مما يجعل الرضى عن النفس أوفر من خلال الاستفادة من نقاط القوة الشخصية، [17] وإعطاء معنى أعمق للحياة من خلال استثمارها في شيء أكبر من الذات. [18] وقد اقترحت الدراسات ذات حجم العينات الكبير أن الخبرات تدفق باستمرار أن البشر تجربة معنى وفاء عندما اتقان المهام الصعبة، وأن التجربة تأتي من الطريقة التي اقترب المهام والقيام بدلا من خيار معين من المهمة. على سبيل المثال، وتدفق ويمكن الحصول على الخبرات من قبل السجناء في معسكرات الاعتقال مع الحد الأدنى من المرافق، وتحدث فقط قليلا أكثر في كثير من الأحيان في مليارديرا. والمثال الكلاسيكي [16] هو من اثنين من العاملين على خط الإنتاج على ما يبدو مملا في مصنع. واحد يعامل العمل كعمل روتيني ممل في حين أن الآخر يحوله إلى لعبة لمعرفة مدى سرعة أنها يمكن أن تجعل كل وحدة، ويحقق تدفق في هذه العملية.